# جيفري الأول
جيفري الأول (بالفرنسية: Geoffroi Ier)‏ (‏980 - 20 نوفمبر 1008) كان دوق بريتاني ، من 992 إلى وفاته. كان ابن الدوق كونان الأول و أمه إرمينجاردي من آنجو، تزوج هاويس نورماندي ، ابنة ريتشارد الأول دوق نورماندي.